# 格德尼縣
格德尼縣是印度的一個縣，位於該國中部，由中央邦負責管轄，面積4,949平方公里，識字率為73.62%，人口在2001至2011年期間增長21.38%，2011年人口1,291,684，人口密度每平方公里261人。

## 外部連結
- Katni District
- list of places in Katni

23°50′08″N 80°23′39″E / 23.83556°N 80.39417°E